# Митино (Смоленский район)
Митино — деревня в Смоленской области России, в Смоленском районе. Население — 81 житель (2007 год). Расположена в западной области в 6 км к востоку от Смоленска, восточнее железнодорожной станции Соколья Гора на линии Смоленск — Рославль.
Входит в состав Козинского сельского поселения. Улицы: Центральная, Дачная, Нижняя.

## История
Ранее носила название Преображенское. Усадьба основана в конце XVIII в. помещиком Г. А. Каховским (отец декабриста П. Г. Каховского), затем до середины XIX в. владел поручик П. Е. Соколовский, потом — его сын полковник Н. П. Соколовский и далее его наследники, с конца столетия — князья Щербатовы, последняя владелица до 1917 года княгиня Е. С. Щербатова. Осталась руинированная Преображенская церковь 1795 г. в стиле классицизм, сильно пострадавшая во время Великой Отечественной войны; около неё были захоронения Соколовских. Двухэтажный главный дом дворцового типа в стиле классицизм утрачен.

## Экономика
Медпункт, почта, магазины.

## Достопримечательности
- Курганная группа (19 курганов высотой до 2,3 метра) западнее деревни. Насыпаны кривичами в XI веке. Объект культурного наследия народов РФ. Объект № 6730175000 (БД Викигида)
- Разрушенная церковь Спаса Преображения (1795 года постройки). Объект культурного наследия народов РФ регионального значения. Рег. № 671610450020005 (ЕГРОКН). Объект № 6701883000 (БД Викигида)